# Pakoros II.

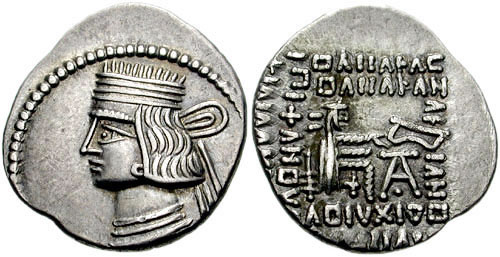
Münze von Pakoros II.

Pakoros II. (* im 1. Jahrhundert; † wohl nach 110) beherrschte das Partherreich von etwa 77/78 bis ca. 110 (die genaue Chronologie für sein Ende ist unsicher). Nach Cassius Dio verkaufte er das Reich von Osrhoene an Abgar VII., und nach Ammianus Marcellinus erweiterte er Ktesiphon und errichtete dort Mauern. In Armenien setzte er mit Zustimmung Roms seinen Sohn Axidares als König ein.
Auf seinen zahlreichen Münzen erscheint er immer als Arsakes Pakoros. Die Nennung seines Namens im Zusammenhang mit dem Königstitel Arsakes mag andeuten, dass seine Herrschaft umstritten war. Drei der Gegenkönige sind von Münzen bekannt: Vologaeses II. (ca. 78–80), Artabanos III. (ca. 79/80) und Vologaeses III. (um 105).
In seiner Regierungszeit (97 und 101) kam Gan Ying – der eigentlich nach Rom wollte, aber die Auskunft erhielt, dass diese Reise nochmals zwei Jahre dauern würde – aus China nach Parthien, wo er von einem König Man-chi'iu empfangen wurde. Der König sandte Löwen und Strauße nach China.
Nach dem Tode des Pakoros folgte ihm sein Bruder Osroes I. in der Herrschaft, der sich im Machtkampf mit Pakoros durchgesetzt hatte. Dieser musste später Vologaeses III. weichen.